# Groß-Enzersdorf
Groß-Enzersdorf osztrák város Alsó-Ausztria Gänserndorfi járásában. Lakossága 2020 januárjában 11 600 fő volt.

## Elhelyezkedése

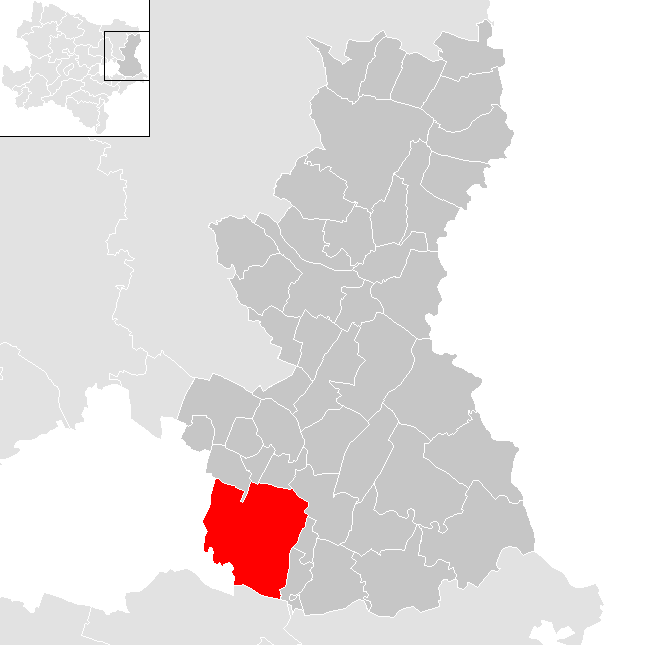
Groß-Enzersdorf a Gänserndorfi járásban

Groß-Enzersdorf a tartomány Weinviertal régiójában fekszik, a Morva-mező déli részén, a Dunától északra, közvetlenül keletre Bécs Donaustadt kerületétől. Déli részén található a Donau-Auen Nemzeti Park lobaui ártéri erdeje. Területének 7,9%-a erdő, 78,9% áll mezőgazdasági művelés alatt. Az önkormányzat 9 városrészt és falut egyesít: Franzensdorf (367 lakos 2020-ban), Groß-Enzersdorf (6681), Matzneusiedl (6), Mühlleiten (325), Oberhausen (2289), Probstdorf (813), Rutzendorf (352), Schönau an der Donau (170) és Wittau (597).
A környező önkormányzatok: északra Raasdorf, Großhofen és Glinzendorf, északkeletre Leopoldsdorf im Marchfelde, keletre Andlersdorf, délkeletre Mannsdorf an der Donau, délre Fischamend, nyugatra Bécs (XXII. kerület, Donaustadt)  	

## Története

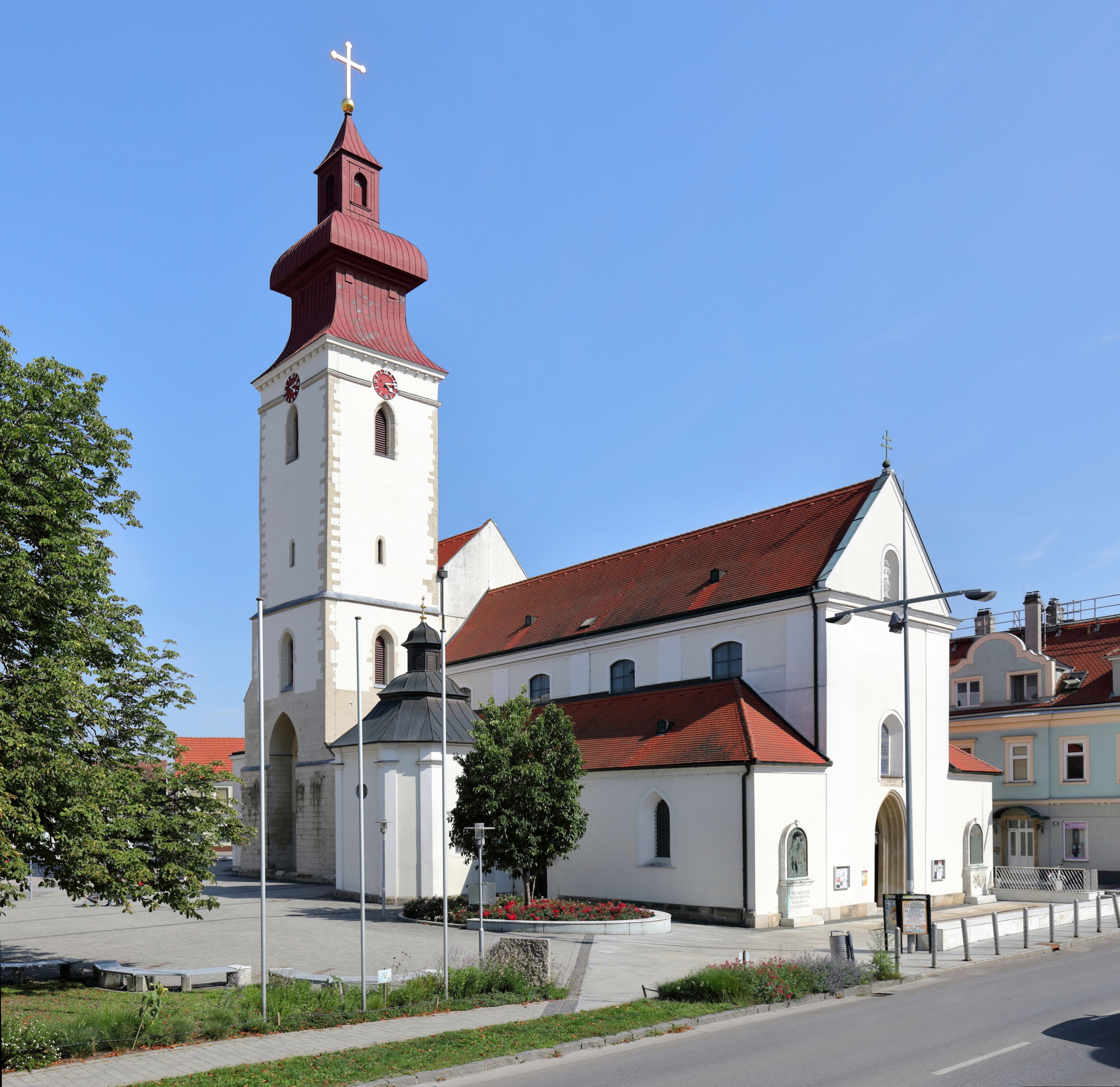
A Mária oltalma-plébániatemplom

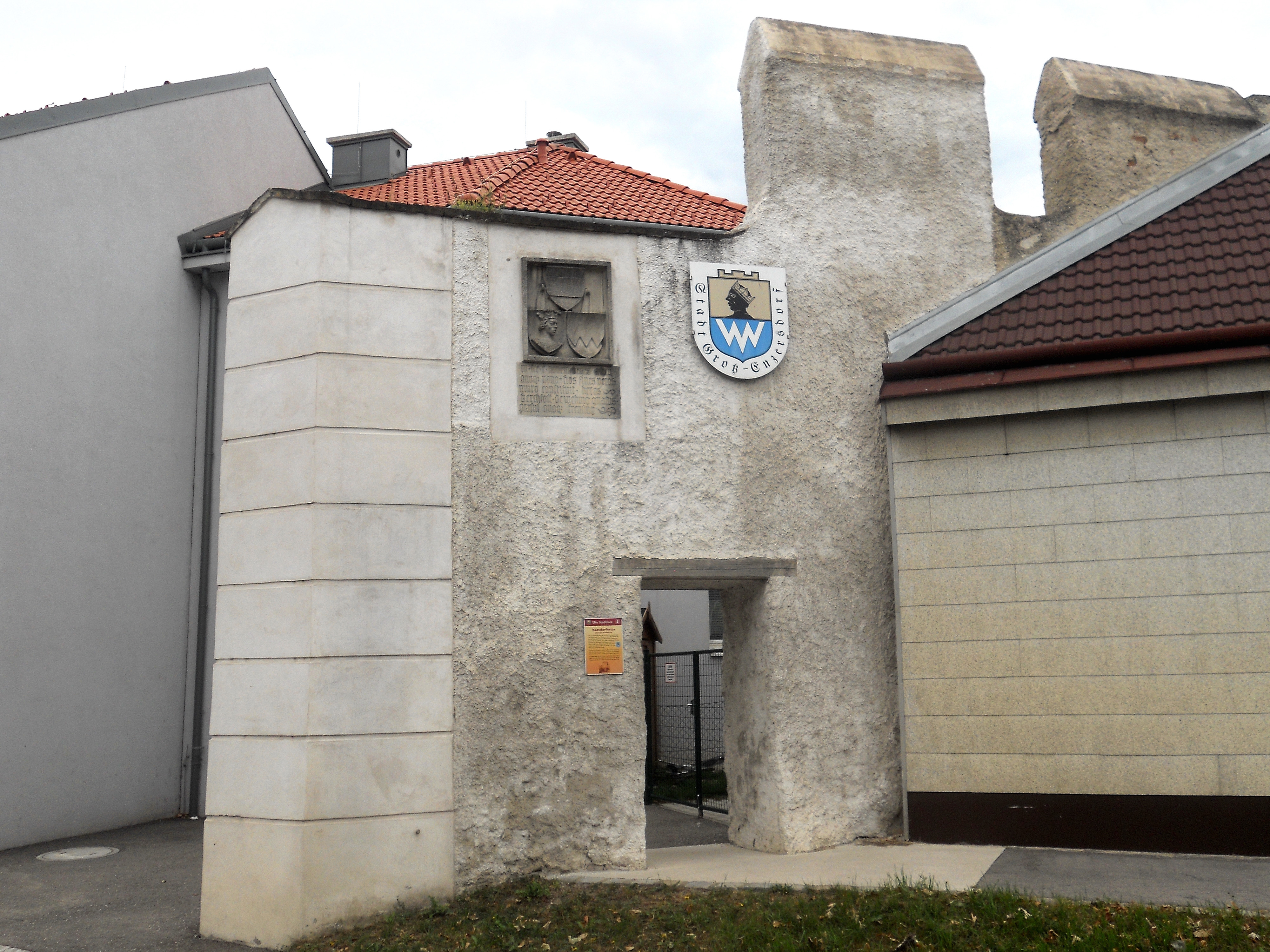
A középkori városfal

A települést 870-ben alapított az Engelschalk-család a Duna Sachsengang szigetén. A család kihalása után II. Henrik császár a wihenstephani apátságnak adományozta a birtokot, de már 1028-ban a freisingi püspökséghez került tovább. A város mai nevét 1160-ban említik először az írott források Encines Dorf formában. Egy 1202-es oklevél a császár és a püspökség között megemlíti, hogy a településnek már volt temploma. 1298-ra az egész sziget a püspök tulajdonába került.
Enzerdsdorf 1396-ban városi jogot kapott és magas városfal építését kezdték el, ami 1399-re készült el. A fal szinte teljes egészében látható ma is. A fal ellenére Mátyás magyar király 1483-ban elfoglalta és kifosztotta a várost, csakúgy mint a Bécset ostromló törökök 1529-ben. A lakosság pótlására horvátokat telepítettek be. 1554-ben néhány ház kivételével a város tűzvész áldozata lett. A harmincéves háborúban a svédek foglalták el és gyújtották fel Enzersdorfot. 1679-ben pestis dúlt a vidéken, röviddel később pedig a törökök, amikor 1683-ban másodszor is megostromolták Bécset.
1730-ban újabb nagy tűzvész pusztított. 1803-ban a freisingi püspök földjeit szekularizálták, Enzersdorf pedig a Habsburg-család birtokába került. 1809-ben a Napóleon hadai ellen vívott asperni és wagrami csaták érintették Enzersdorfot, amely komoly károkat szenvedett. Groß-Enzersdorf 1850-ben járásközponttá vált (ami 1893-ban átkerült Floridsdorfba). 1
Az Anschluss után a Bécs környéki településeket beolvasztották a városba, létrehozva Nagy-Bécset. Groß-Enzersdorfot a 22. kerülethez csatolták. Az 1938-as kristályéjszaka során a zsinagógát megrongálták és a zsidó lakosság nagy részét deportálták. A zsinagógát a világháború során lőszerraktárnak használták és 1963-ban lebontották. A bombázások során a város komoly károkat szenvedett, mert közel volt a lobaui olajfinomítóhoz. A szovjetek 1945. április 12-én vonultak be: a város a szovjet megszállási zónába került a háború után. Önállóságát 1954-ben, Nagy-Bécs felbontásával nyerte vissza. 

## Lakosság
A groß-enzersdorfi önkormányzat területén 2020 januárjában 11 600 fő élt. A lakosságszám 1971 óta gyarapodó tendenciát mutat. 2018-ban az ittlakók 90%-a volt osztrák állampolgár; a külföldiek közül 1,2% a régi (2004 előtti), 5,3% az új EU-tagállamokból érkezett. 2,4% a volt Jugoszlávia (Szlovénia és Horvátország nélkül) vagy Törökország, 1,1% egyéb országok polgára volt. 2001-ben a lakosok 82,7%-a római katolikusnak, 1,8% evangélikusnak, 1,6% ortodoxnak, 3,6% mohamedánnak, 9,3% pedig felekezeten kívülinek vallotta magát. Ugyanekkor 3 magyar élt a mezővárosban; a legnagyobb nemzetiségi csoportokat a német (90,3%) mellett a horvátok (3,1%) és a szerbek (2,5%) alkották. 
A népesség változása:
| Lakosok száma | 10 463 | 11 206 | 11 817 |
|               | 2016   | 2018   | 2022   |

## Látnivalók

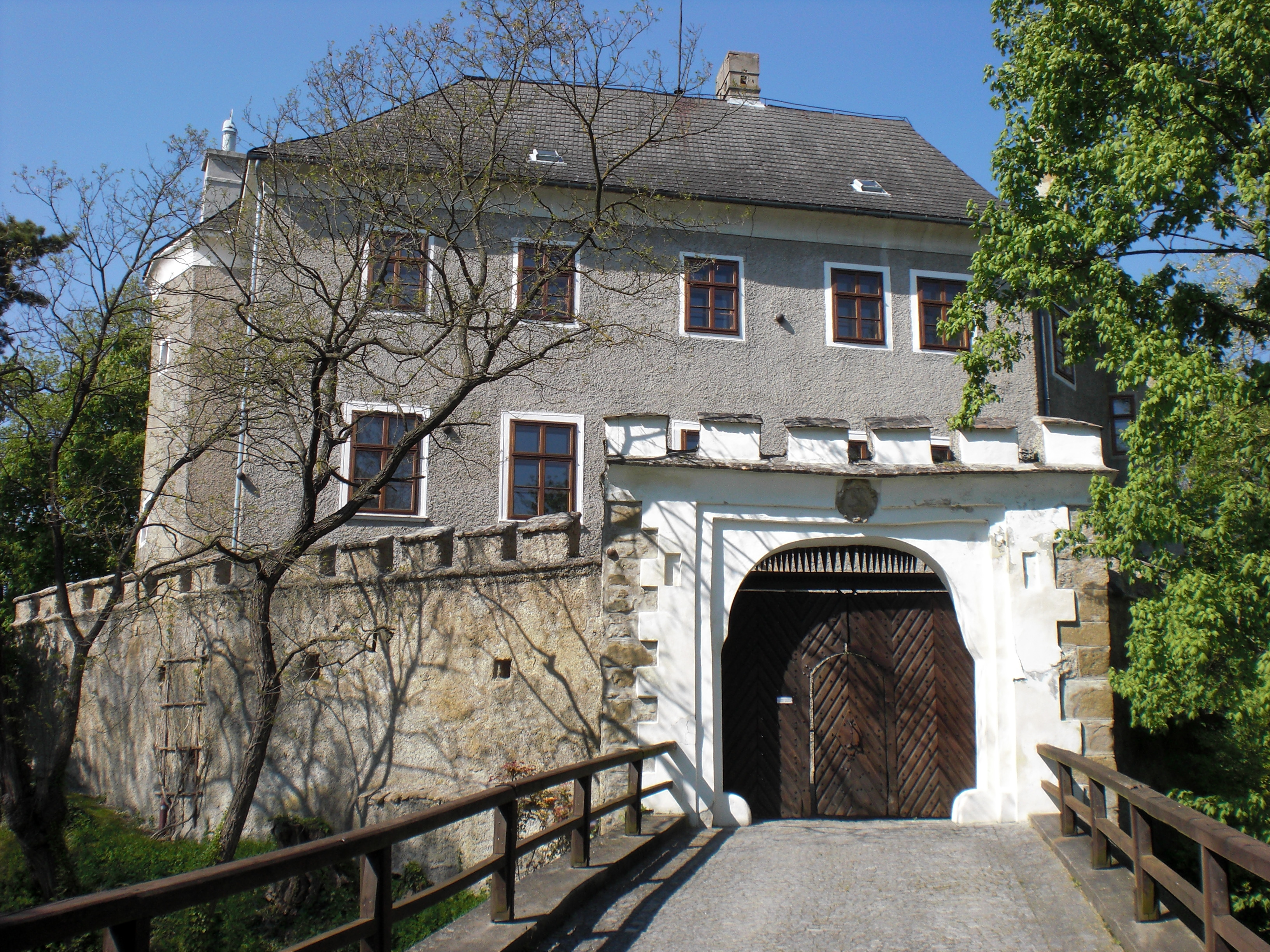
A sachsengangi vár

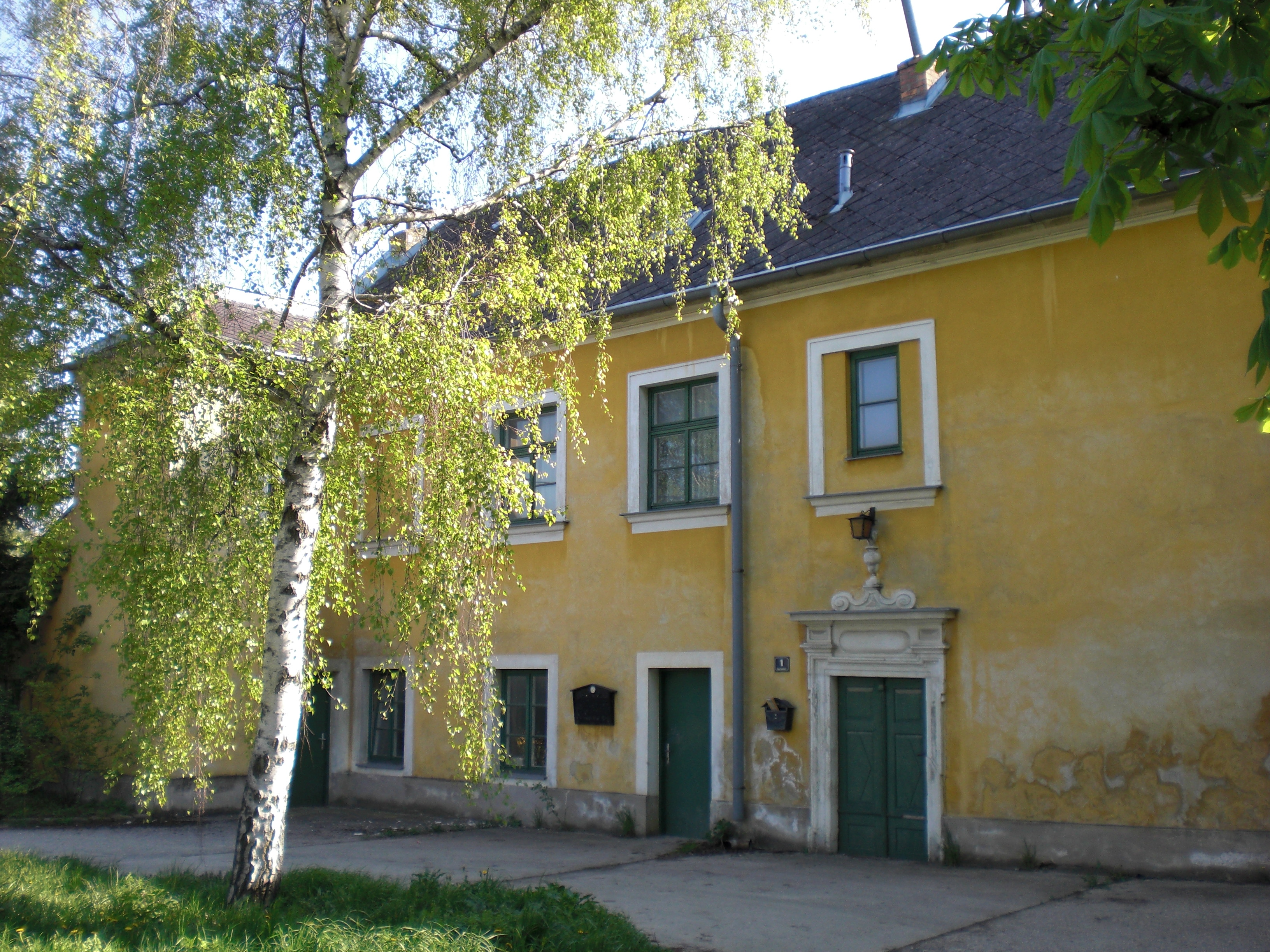
A rutzendorfi kastély

- az 1399-ben elkészült, szinte teljesen épen megmaradt városfal
- a régi városháza
- a Mária Oltalma-plébániatemplom román, gótikus és barokk elemeket is tartalmaz
- a régi zsidó temető
- a franzensdorfi Szent József-templom
- a sachsengangi vár Oberhausenben
- a rutzendorfi kastély

Groß-Enzersdorfban volt Ausztria egyetlen autósmozija, amely 1967-ben nyílt meg. 2015-ben csődbe jutott, helyén vasárnaponként bolhapiacot tartanak. 

## Híres enzersdorfiak
- Karl Buresch (1878–1936) politikus, külügyminiszter (1922–1932), kancellár (1931/32), pénzügyminiszter (1933–1935)
- Fritz Muliar (1919-2009) színész-rendező idős korában a városban élt

## Fordítás
- Ez a szócikk részben vagy egészben  a   Groß-Enzersdorf című német Wikipédia-szócikk ezen változatának fordításán alapul.  Az eredeti cikk szerkesztőit annak laptörténete sorolja fel. Ez a jelzés csupán a megfogalmazás eredetét és a szerzői jogokat jelzi, nem szolgál a cikkben szereplő információk forrásmegjelöléseként.